# Comitê Olímpico Japonês
O Comitê Olímpico Japonês (em japonês:  日本オリンピック委員会) representa o Japão nos eventos e assuntos relacionados ao Movimento Olímpico. Foi formado em 1911 e reconhecido pelo Comitê Olímpico Internacional no ano seguinte.